# Климово (Череповецкий район)
Климово — деревня в Череповецком районе Вологодской области.
Входит в состав Малечкинского сельского поселения, с точки зрения административно-территориального деления — в Малечкинский сельсовет.
Расстояние по автодороге до районного центра Череповца — 28 км, до центра муниципального образования Малечкино — 9 км. Ближайшие населённые пункты — Леонтьево, Старина, Киселево.
По переписи 2002 года население — 2 человека.